# 야스이 가이토
야스이 가이토(일본어: 安居 海渡, 2000년 2월 9일 ~ )은 일본의 축구 선수로 포지션은 공격형 미드필더이며 현재 J1리그 우라와 레드 다이아몬즈 소속이다.

## 구단 경력
그는 2022년 J1리그의 우라와 레즈에 입단했다. 2022년에 AFC 챔피언스리그 우승을 차지했다.